# Station Bogor

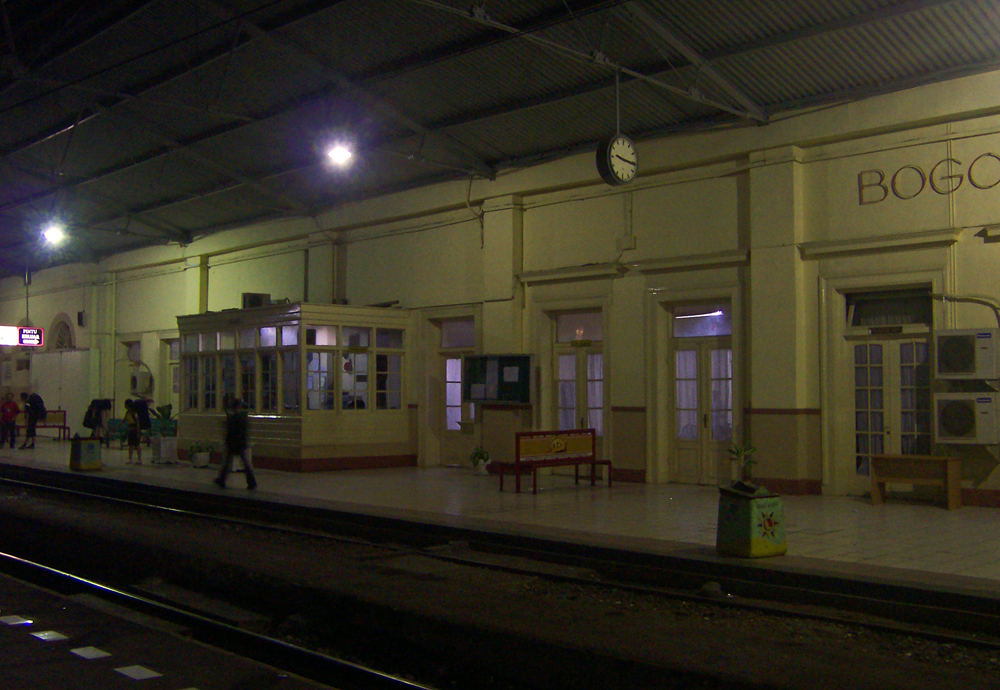
Station Bogor (2007).

Station Bogor is een  spoorwegstation in Bogor in de Indonesische provincie West-Java.
Het station werd gebouwd in 1881 en heette tot 1945 Station Buitenzorg. Vooral forensen van de metropool Jabotabek maken er gebruik van.

## Bestemmingen
- KRL Commuter Jabodetabek (Yellow line) naar Station Jatinegara
- KRL Commuter Jabodetabek (Red line) naar Station Jakarta Kota